# Décès en 1955
Décès
- 1951
- 1952
- 1953
- 1954
- 1955
- 1956
- 1957
- 1958
- 1959

Cet article présente une liste de personnalités mortes au cours de l'année 1955.

Les mois de l'année font également l'objet de listes spécifiques :

## Décès par mois

### Date précise inconnue
- Gabriel Chanteau, peintre français (° 13 mai 1874).
- Jacqueline Comerre-Paton, peintre française (° 1er mai 1859).
- Ákos Doroghi Farkas, homme politique hongrois (° 22 août 1894).
- Florent, peintre français d'art brut (° 1883).
- Mérovak, peintre français (° 14 juillet 1874).

### Janvier
- 7 janvier :
  - Alfred Bastien, peintre belge (° 16 septembre 1873).
  - Lamorna Birch, peintre et aquarelliste britannique (° 7 juin 1869).
- 14 janvier : Jan Dědina, peintre austro-hongrois puis tchécoslovaque (° 1er septembre 1870).
- 15 janvier : Yves Tanguy, peintre américain d'origine française (° 5 janvier 1900).
- 23 janvier : Vilmos Perlrott-Csaba, peintre et illustrateur hongrois (° 2 février 1881).

### Février
- 1er février : Paul-Émile Bigeard, sculpteur français (° 8 janvier 1886).
- 12 février : Hadj M'rizek, chanteur algérien de hawzi et chaâbi algérien (° 1912).
- 14 février : Charles Cuvillier, compositeur français (° 24 avril 1877).
- 17 février : José Gimeno, poète, dramaturge et peintre espagnol, aussi footballeur (° 1901).
- 18 février : Charles Crupelandt, coureur cycliste français (° 23 octobre 1886).
- 19 février : 
  - Christian Christiansen, pianiste, organiste et compositeur danois (° 20 décembre 1884).
  - Amarilis Fuentes, enseignante et femme politique équatorienne (° 1894).
- 20 février : Ernest G. Batley, réalisateur, acteur et scénariste britannique (° 23 février 1874).
- 22 février : Gerhard von Haniel, peintre allemand (° 19 septembre 1888).
- 23 février : Paul Claudel, dramaturge et poète français (° 6 août 1868).

### Mars
- 2 mars : Ernst Rotmund, acteur allemand (° 26 novembre 1886).
- 7 mars : Alphonse Quizet, peintre français (° 13 mars 1885).
- 8 mars :
  - William C. de Mille, réalisateur, scénariste, producteur et acteur américain (° 25 juillet 1878).
  - Robert Poughéon, peintre, illustrateur et conservateur de musée français (° 18 juillet 1886).
- 11 mars : Sir Alexander Fleming, biologiste et médecin, inventeur de la pénicilline (° 6 août 1881).
- 12 mars : Charlie Parker, saxophoniste américain de jazz (° 29 août 1920).
- 16 mars : Nicolas de Staël, peintre français d'origine russe (° 5 janvier 1914).
- 19 mars : 
  - Édouard Filliol, joueur professionnel suisse de hockey sur glace (° 16 décembre 1895).
  - William Ritter, critique, journaliste et écrivain suisse (° 31 mai 1867).
- 22 mars :
  - René Courcelle, botaniste français (° 13 février 1886).
  - Ivan Šubašić, avocat et homme politique yougoslave de souche croate (° 7 mai 1892).

### Avril
- 1er avril : Boris Mirkine-Guetzévitch, 63 ans, juriste russe, professeur de droit constitutionnel (° 1er janvier 1892).
- 3 avril : Karl Hofer, peintre allemand (° 11 octobre 1878).
- 4 avril : Paul Crokaert, homme politique belge (° 1er décembre 1875).
- 5 avril : Louis Charles Breguet, avionneur français (° 2 janvier 1880).
- 10 avril : Pierre Teilhard de Chardin, théologien chercheur et philosophe français (° 1er mai 1881).
- 11 avril :
  - Adolf Meinberg, syndicaliste et journaliste allemand († 3 octobre 1893).
  - Leo Schrattenholz, violoncelliste, pédagogue et compositeur allemand (° 24 août 1872).
- 17 avril : Charles-Henri Contencin, peintre français (° 28 janvier 1898).
- 18 avril : Albert Einstein, physicien allemand, puis apatride, suisse, suisse-allemand et enfin américain (° 14 mars 1879).
- 24 avril : Walter Allward, sculpteur canadien (° 18 novembre 1876).
- 25 avril :
  - Paul Basilius Barth, peintre et dessinateur suisse (° 24 octobre 1881).
  - José Moreno Villa,  archiviste, bibliothécaire, poète, écrivain, journaliste, critique, historien de l'art, documentaliste, dessinateur et peintre espagnol (° 16 février 1887).
- 26 avril : Lyman Poore Duff, juge de la Cour suprême du Canada (° 7 janvier 1865).

### Mai
- 1er mai : Skelton Knaggs, acteur anglais (° 27 juin 1911).
- 4 mai : Georges Enesco, compositeur roumain (° 19 août 1881).
- 5 mai : Anna Ostroumova-Lebedeva, graveuse, peintre et graphiste russe puis soviétique (° 17 mai 1871).
- 6 mai : Giovanni Gerbi, coureur cycliste italien (° 20 mai 1885).
- 10 mai : 
  - Tommy Burns, boxeur canadien (° 17 juin 1881).
  - Lucie Paul-Margueritte, écrivaine française (° 9 janvier 1886).
- 17 mai : Francesco Balilla Pratella, compositeur et musicologue italien (° 1er février 1880).
- 23 mai : Auguste Chabaud, peintre et sculpteur français (° 3 octobre 1882).
- 26 mai : Alberto Ascari, pilote automobile italien, champion du monde de Formule 1 en 1952 et 1953 (° 13 juillet 1918).
- 29 mai :
  - Giovanni Battista Ciolina, peintre italien (° 15 mai 1870).
  - Pierre Lissac, peintre, illustrateur et graveur sur bois français (° 19 mars 1878).

### Juin
- 1er juin : Antonio Dattilo Rubbo, peintre et professeur d'art italien puis australien (° 21 juin 1870).
- 3 juin : Kōshirō Onchi, peintre et photographe japonais (° 2 juillet 1891).
- 4 juin : Alessandro Casati, homme politique italien (° 5 mars 1881).
- 6 juin : Julien Pouchois, coureur cycliste français (° 10 décembre 1888).
- 11 juin : Pierre Levegh, pilote automobile français, mort en course lors des 24 Heures du Mans (° 22 décembre 1905).
- 12 juin :
  - Léo Nardus, peintre impressionniste hollandais, marchand d'art, collectionneur et financier d'origine juive (° 5 mai 1868).
  - Claude Rameau, peintre et dessinateur français (° 11 mars 1876).
- 16 juin : Ozias Leduc, peintre canadien (° 8 octobre 1864).
- 29 juin : Ernst Legal, acteur, metteur en scène et directeur de théâtre et d'opéra allemand (° 2 mai 1881).

### Juillet
- 9 juillet : Adolfo de la Huerta, président du Mexique en 1920 (° 26 mai 1881).
- 10 juillet : Étienne Œhmichen, ingénieur français (° 15 octobre 1884).
- 14 juillet : Vladimir Bontch-Brouïevitch, homme politique, ethnographe et écrivain russe puis soviétique (° 28 juin 1873).
- 19 juillet : Jūlijs Madernieks, peintre, graphiste et architecte d'intérieur letton (° 27 février 1870).
- 23 juillet : Albert de Teschen, militaire et homme politique austro-hongrois puis autrichien (° 24 juillet 1897).
- 24 juillet : Edmond Ceria, peintre et illustrateur français (° 26 janvier 1884).
- 25 juillet : Ilmari Hannikainen, pianiste et compositeur finlandais (° 19 octobre 1892).
- 30 juillet : Willy Pogány, illustrateur, peintre et décorateur hongrois (° 24 août 1882).

### Août
- 7 août : Alexander Stirling MacMillan, premier ministre de Nouvelle-Écosse (° 31 octobre 1871).
- 8 août : Fulvio Aducci, homme politique brésilien (° 8 février 1884).
- 9 août : Francisco Alomar, coureur cycliste espagnol (° 23 décembre 1928).
- 10 août : Wilhelmina Geddes, peintre de vitrail irlandaise (° 25 mai 1887).
- 12 août : Thomas Mann, écrivain allemand, prix Nobel de littérature (° 6 juin 1875).
- 17 août : Fernand Léger, peintre français (° 4 février 1881).
- 20 août : Marie Chaix, femme politique française (° 22 février 1886).
- 22 août :
  - Marcel-Louis Charpaux, peintre français (° 7 octobre 1890).
  - Olin Downes, critique musical et musicologue américain (° 27 janvier 1886).
- 25 août : Rakuten Kitazawa, mangaka et peintre japonais de l'école nihonga (° 20 juillet 1876).
- 29 août : Pierre Dolley, peintre et directeur de la photographie français (° 28 janvier 1877).
- 31 août : Willi Baumeister, peintre et typographe allemand (° 22 janvier 1889).

### Septembre
- 2 septembre :
  - Stephen Victor Graham, homme politique américain (° 4 mars 1874).
  - Axel Persson, coureur cycliste suédois (° 23 janvier 1888).
- 4 septembre : René Péan, peintre français (° 1er juillet 1875).
- 5 septembre : Jean Baldoui, peintre français (° 24 juillet 1890).
- 11 septembre :
  - Bernard Gorcey, acteur américain (° 9 janvier 1886).
  - Mario Maciocchi, compositeur d’œuvres pour mandoline et orchestres à plectre italien (° 4 avril 1874).
- 20 septembre : Jacques Laplace, peintre français (° 4 septembre 1890).
- 21 septembre : Henri Mirande, illustrateur et peintre français (° 25 mars 1877).
- 23 septembre : Albert Muret, peintre suisse (° 1er juin 1874).
- 30 septembre : James Dean, acteur américain (° 8 février 1931).

### Octobre
- 2 octobre :
  - O. B. Clarence, acteur britannique (° 25 mars 1870).
  - Gustave Moïse, peintre français (° 25 octobre 1879).
- 5 octobre : Koichi Kawai, homme d'affaires japonais (° 5 janvier 1886).
- 8 octobre : René de Castéra, compositeur français (° 3 avril 1873).
- 9 octobre : Theodor Innitzer, cardinal autrichien, archevêque de Vienne (° 25 décembre 1875).
- 14 octobre : Enrique Normand, footballeur espagnol (° 4 décembre 1885).
- 18 octobre : José Ortega y Gasset, philosophe et écrivain espagnol (° 9 mai 1883).
- 19 octobre : Carlos Dávila, avocat et homme politique chilien (° 15 septembre 1887).
- 20 octobre : Adolf Misek, contrebassiste et compositeur tchèque (° 28 août 1875).
- 23 octobre : Lucien Pénat, peintre et graveur français (° 1er décembre 1873).

### Novembre
- 1er novembre : Rafael González Madrid dit « Machaquito » matador espagnol (° 2 janvier 1880).
- 3 novembre : Cyril Chadwick, acteur et chanteur anglais (° 11 juin 1879).
- 5 novembre :
  - Charley Toorop, peintre néerlandaise (° 24 mars 1891).
  - Maurice Utrillo, peintre français (° 26 décembre 1883).
- 10 novembre : Mariano Latorre, écrivain chilien (° 4 janvier 1886).
- 11 novembre : Harry Cobby, haut commandant de la Royal Australian Air Force (° 6 août 1894).
- 12 novembre : Otto Nückel, peintre, graphiste, illustrateur et caricaturiste allemand (° 6 septembre 1888).
- 19 novembre : Anselmo Bucci, peintre, graveur et écrivain italien (° 25 mai 1887).
- 22 novembre :
  - Théophile Beeckman, coureur cycliste belge (° 1er novembre 1896).
  - Guy Ropartz, compositeur français (° 15 juin 1864).
- 27 novembre : Arthur Honegger, compositeur suisse (° 10 mars 1892).
- ? novembre : Romolo Boglietti, footballeur italo-argentin (° 24 septembre 1895).

### Décembre
- 3 décembre :
  - Maurice Archambaud, coureur cycliste français (° 30 août 1906).
  - María Izquierdo, peintre mexicaine (° 30 octobre 1902).
- 5 décembre :
  - Lucien Durosoir, violoniste et compositeur français (° 1878).
  - Glenn Luther Martin, homme d'affaires et pilote américain (° 17 janvier 1886).
- 6 décembre : Auguste Roubille, peintre, dessinateur, affichiste, décorateur et caricaturiste français (° 15 décembre 1872).
- 11 décembre : Franz Syberg, compositeur danois (° 5 juillet 1904).
- 14 décembre : Sōtarō Yasui, peintre japonais (° 17 mai 1888).
- 17 décembre : Giovanni Battista Cossetti, compositeur et organiste italien (° 21 novembre 1863).
- 19 décembre :
  - Raja Abu Amacha, militante palestinienne (° 1938).
  - Alexandre Lioubimov, peintre russe puis soviétique (° 25 février 1879).
- 21 décembre : Garéguine Njdeh, philosophe et homme politique arménien (° 1er janvier 1886).
- 23 décembre : Jeanne Lauvernay-Petitjean, peintre française (° 26 janvier 1875).
- 25 décembre : Giovanni Cuniolo, coureur cycliste italien (° 3 janvier 1884).
- 26 décembre : Howard Gaye, acteur et réalisateur anglais (° 23 mai 1878).
- 28 décembre : Julien Dominique, footballeur français (° 22 février 1906).